# Gijón-Cercanías
Gijón-Cercanías – stacja kolejowa w Gijón, w regionie Asturia, w Hiszpanii. Znajdują się tu 4 perony.